# Nycterophilia
Nycterophilia är ett släkte av tvåvingar. Nycterophilia ingår i familjen lusflugor.
Kladogram enligt Catalogue of Life:
| Nycterophilia | \| \| Nycterophilia coxata \| \| \| \| \| \| Nycterophilia fairchildi \| \| \| \| \| \| Nycterophilia natali \| \| \| \| \| \| Nycterophilia parnelli \| \| \| \| |
|               | \| \| Nycterophilia coxata \| \| \| \| \| \| Nycterophilia fairchildi \| \| \| \| \| \| Nycterophilia natali \| \| \| \| \| \| Nycterophilia parnelli \| \| \| \| |
|               | Nycterophilia coxata |
|               | |
|               | Nycterophilia fairchildi |
|               | |
|               | Nycterophilia natali |
|               | |
|               | Nycterophilia parnelli |
|               | |